# Ignorância vencível e invencível (teologia)
A ignorância vencível é, na teologia moral católica, a ignorância que uma pessoa poderia remover aplicando diligência razoável num determinado conjunto de circunstâncias. Contrasta com a ignorância invencível, que uma pessoa é totalmente incapaz de remover ou só poderia fazê-lo por meio de esforços supererrogatórios (ou seja, esforços acima e além do dever normal).

## Doutrina da ignorância vencível
É culpável permanecer deliberadamente ignorante sobre assuntos que somos obrigados a saber. Embora a ignorância invencível elimine a culpabilidade, a ignorância vencível, no máximo, a atenua e pode até agravar a culpa. A culpa de uma ação praticada em ignorância invencível deve ser medida pelo grau de diligência ou negligência demonstrada na prática do ato. Um indivíduo é moralmente responsável por sua ignorância e pelos atos dela resultantes. Se alguma diligência insuficiente foi demonstrada em dissipar a ignorância, ela é considerada meramente vencível; pode diminuir a culpabilidade a ponto de tornar venial o pecado. Quando pouco ou nenhum esforço é feito para remover a ignorância, a ignorância é chamada de grosseira ou supina; remove pouca ou nenhuma culpa. A ignorância deliberadamente fomentada é afetada ou estudada; pode aumentar a culpa.
A ignorância pode ser:
- Do direito, quando se desconhece a existência da própria lei, ou pelo menos que determinado caso se enquadra nas suas disposições.
- De fato, quando não se conhece a relação de algo com a lei, mas a própria coisa ou alguma circunstância.
- De pena, quando uma pessoa não tem conhecimento de que uma sanção foi associada a um determinado crime. Isto deve ser especialmente considerado quando se trata de punições mais graves.

## Doutrina da ignorância invencível
“A ignorância invencível desculpa toda culpa. Uma ação cometida na ignorância da lei que a proíbe, ou dos fatos do caso, não é um ato voluntário”. Por outro lado, é culpável permanecer deliberadamente ignorante sobre assuntos que se é obrigado a saber (ignorância vencível). Neste caso o indivíduo é moralmente responsável pela sua ignorância e pelos atos dela decorrentes. A culpa associada a um delito cometido por ignorância é menor do que seria se o ato fosse cometido com pleno conhecimento, porque nesse caso o delito é menos voluntário. 

## Visão protestante
Os protestantes divergiram da doutrina católica nesta área durante a Reforma. Martinho Lutero acreditava que a ignorância invencível era apenas uma desculpa válida para ofensas contra a lei humana. Na sua opinião, os humanos ignoram a lei divina por causa do pecado original, pelo qual todos são culpados. João Calvino concordou que a ignorância da lei de Deus é sempre vencível.